# Gänsehaut (1990)
Gänsehaut ist ein DDR-Jugendfilm aus dem Jahr 1990, der die Probleme von Scheidungskindern thematisiert.

## Handlung
Im Zentrum der Handlung steht der 14-jährige Steffen, der die Scheidung seiner Eltern nicht überwunden hat. Seine schulischen Leistungen ließen nach und er blieb sitzen, wodurch er in die Klasse seiner Freundin Franziska kam. Gegenüber dem strengen Mathelehrer Herrn Drechsel setzt Franziska sich sehr für Steffen ein. Steffens Mutter versucht, zu seinen Gefühlen durchzudringen, doch er verschließt sich immer mehr. Er beschwert sich zwar über das viele Meckern seiner Mutter, zeigt ihr durch kleine Gesten aber doch seine Zuneigung: Er schenkt ihr eine (wenn auch geklaute) Rose oder bereitet, wenn sie spät von der Arbeit kommt, das Abendessen vor.
Ein alter Wehrturm mit einer guten Aussicht über einen Wald ist für Steffen eine Art Versteck und Zufluchtsort. Dort trifft er sich manchmal auch mit Franziska. Doch auch ihr gegenüber verhält er sich immer gereizter und abweisender. Bei einem Turm-Besuch sagt er ihr, sie würden einfach nicht zueinander passen, genau wie seine Eltern.
Steffens Mutter ist Krankenschwester. Als auf ihrer Station die neue Frau ihres Ex-Mannes ein Kind zur Welt bringt, nimmt sie das emotional sehr mit. Sie will nicht, dass Steffen Kontakt zu seinem Vater aufnimmt. Als der Vater seine neue Frau und das Baby aus dem Krankenhaus abholt, wartet Steffen dort auf ihn, traut sich aber dann nicht, ihn anzusprechen.
Steffens Mutter hat Geburtstag, und da er kaum Geld für ein Geschenk hat, klaut er in der Kaufhalle ein Parfüm für sie, wird aber erwischt. Gustav, ein älterer Nachbar von Franziska, steht zufällig in der Schlange hinter ihm und bezahlt das Parfüm, trotzdem will die Kassiererin den Vorfall melden. Steffen traut sich nicht nach Hause und geht zu seinem Vater. Er zeigt dem Vater auch den Turm, und dort sprechen die beiden sich aus. Zuhause wartet derweil die Mutter, die für die Geburtstagsfeier mit Steffen und Franziska schon den Tisch gedeckt hat. Franziska und Gustav erzählen Steffens Mutter, was passiert ist, und zu dritt gehen sie Steffen suchen und finden ihn beim Turm mit seinem Vater. Die Mutter sieht ein, dass Steffen den Kontakt zu seinem Vater braucht, und er zeigt seine Dankbarkeit, indem er auch sie auf seinen Turm führt.

## Produktion
Der Film wurde von der DEFA im Auftrag des Fernsehens der DDR produziert und am 13. April 1990 im 1. Programm des DFF ausgestrahlt.